# Józef Twarowski
Józef Twarowski herbu Pilawa (ur. ok. 1797, zm. 19 stycznia 1868) – polski duchowny rzymskokatolicki, biskup pomocniczy janowski w latach 1857–1868.
Święcenia kapłańskie przyjął w 1821. Był wykładowcą i rektorem seminarium diecezji janowskiej, a także kanonikiem podlaskim. Administrował diecezją w latach 1855–1856. W sierpniu 1857 został mianowany biskupem pomocniczym diecezji janowskiej i biskupem tytularnym Amyzonu. Konsekrowany na biskupa został 21 grudnia 1857.